# Luke, the Candy Cut-Up
Luke, the Candy Cut-Up é um curta-metragem norte-americano de 1916, do gênero comédia, estrelado por Harold Lloyd. Uma cópia do filme está conservada na George Eastman House.

## Elenco

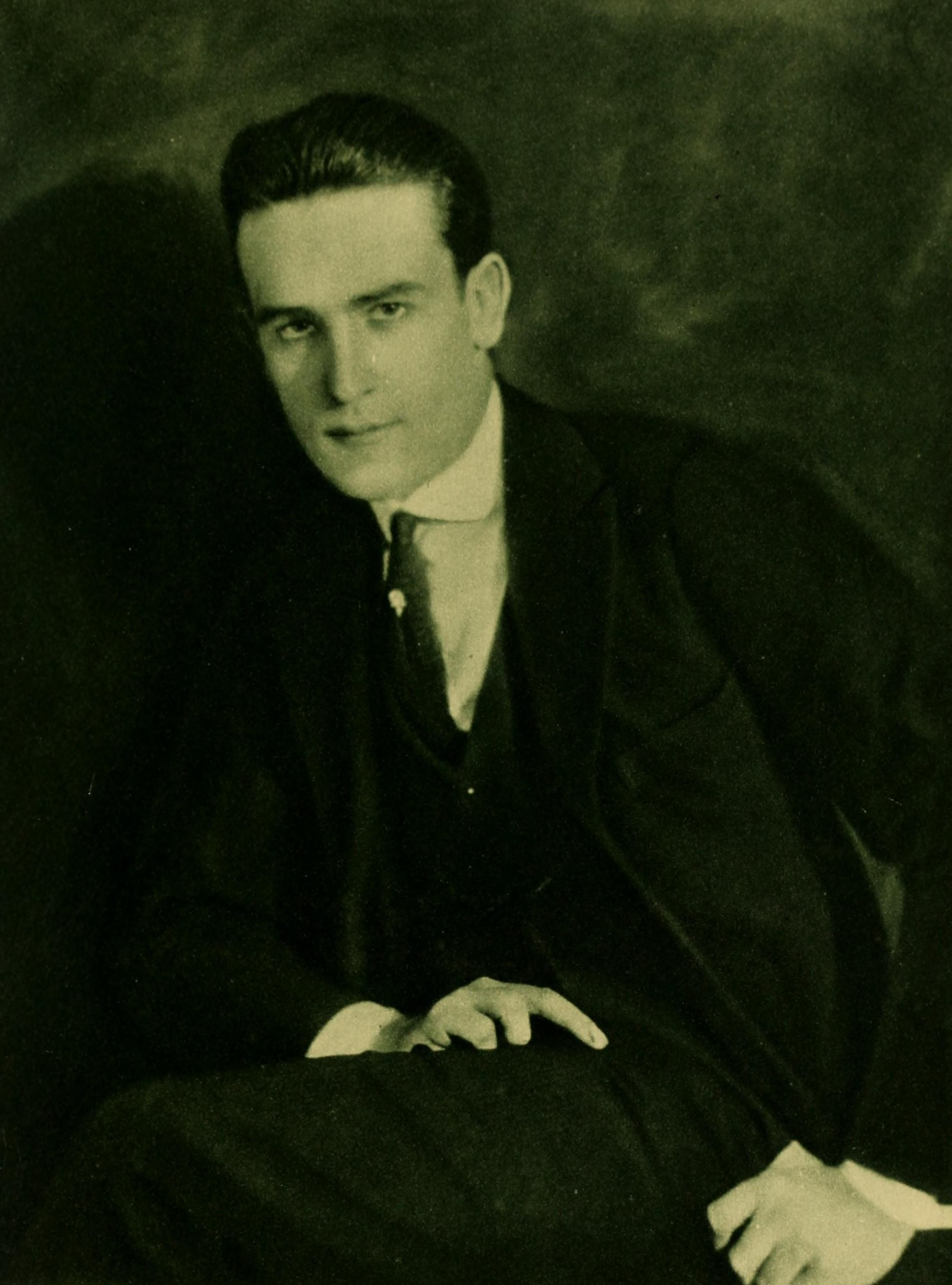
Harold Lloyd

- Harold Lloyd - Lonesome Luke
- Snub Pollard
- Gene Marsh
- Bebe Daniels
- Sammy Brooks
- Billy Fay
- Fred C. Newmeyer
- Charles Stevenson